# Nederlandse kampioenschappen schaatsen afstanden 2006 - 5000 meter vrouwen
De 5000 meter vrouwen op de Nederlandse kampioenschappen schaatsen afstanden 2006 werd gehouden op zondag 30 december 2005 in Thialf in Heerenveen. Titelverdedigster was Jenita Hulzebosch-Smit, die de titel pakte tijdens de Nederlandse kampioenschappen schaatsen afstanden 2005.
Carien Kleibeuker werd voor de eerste maal Nederlands kampioen, Kleibeuker plaatste zich samen met Renate Groenewold en Gretha Smit voor de Olympische Winterspelen 2006, waarbij de opmerking dat de deelname van Smit afhankelijk was van de resultaten van de Nederlandse schaatssters op de olympische 3000 meter.

## Statistieken

### Uitslag
| #      | Schaatser               | Tijd    |
| ------ | ----------------------- | ------- |
| Goud   | Carien Kleibeuker       | 7.02,38 |
| Zilver | Renate Groenewold       | 7.05,85 |
| Brons  | Gretha Smit             | 7.06,08 |
| 4      | Moniek Kleinsman        | 7.06,47 |
| 5      | Wieteke Cramer          | 7.10,67 |
| 6      | Jenita Hulzebosch-Smit  | 7.11,55 |
| 7      | Helen van Goozen        | 7.13,59 |
| 8      | Marja Vis               | 7.15,78 |
| 9      | Jorien Voorhuis         | 7.18,24 |
| 10     | Foske Tamar van der Wal | 7.18,41 |
| 11     | Tessa van Dijk          | 7.18,85 |
| 12     | Sandra 't Hart          | 7.23,70 |

## Uitslag
- Uitslagen NK Afstanden 2006 op SchaatsStatistieken.nl

1987 · 
1988 · 
1989 · 
1990 · 
1991 · 
1992 · 
1993 · 
1994 · 
1995 · 
1996 · 
1997 · 
1998 · 
1999 · 
2000 · 
2001 · 
2002 · 
2003 · 
2004 · 
2005 · 
2006 · 
2007 · 
2008 · 
2009 · 
2010 · 
2011 · 
2012 · 
2013 · 
2014 · 
2015 · 
2016 · 
2017 · 
2018 · 
2019 · 
2020 · 
2021 · 
2022 · 
2023 · 
2024 · 
2025